# 장 로랭
장 로랭(Jean Lorrain, 1855년 8월 9일 ~ 1906년 6월 30일, 본명: 폴 알렉상드르 마르탱 뒤발/Paul Alexandre Martin Duval)은 프랑스의 시인이자 소설가이다.

## 생애
1855년 8월 9일 노르망디의 페캉에서 태어났다. 1878년 파리의 법과대학에 들어갔지만, 그의 관심은 카페와 카바레의 예술가들, 파리의 밤거리, 보헤미안들이었다. 그는 문인들의 살롱에 드나들며 바르베 도르비, 레옹 블루아, 위스망스 같은 당대 최고의 작가들을 만나면서 작가의 길을 가기로 결심한다. 이후 그는 시, 소설, 비평, 동화, 희곡 등 여러 장르의 작품을 썼다. 로랭은 기이한 행동들과 도발적인 복장을 하고 다니는 세기말의 전형적인 심미주의자이면서 댄디였고, 자신이 동성애자임을 서슴없이 공개했으며, 에테르 중독자이기도 했다. 로랭은 세기말 파리의 모든 것을 구현한 인물이자 작가라고 할 수 있다. 그의 삶은 자신의 대표작 ＜므시외 드 포카스＞(1901)의 주인공과 같았다. 이 작품은 자신의 정신적 스승이었던 바르베 도르비를 모델로 삼은 ＜므시외 드 부그를롱＞(1897)과 함께 데카당티슴의 대표작으로 평가된다. 그 외에도 다수의 소설들을 발표했는데, 대표작으로는 ＜소니외즈＞(1891), ＜붉은 입술의 여자＞(1888), ＜방랑하는 악＞(1902), ＜부자들의 죄＞(1905), ＜필리베르의 집＞(1904) 등이 있다. 장 로랭의 환상 작품들 중에서 가장 주목받는 것들은 ＜영혼을 마시는 사람들＞(1893), ＜감각과 추억＞(1895), ＜가면 이야기들＞(1900)이라고 할 수 있다. 로랭의 환상 단편들은 데카당티슴과 모더니즘이 결합된 작품들로 프랑스 환상 문학의 계보 속에서 독보적인 위치를 차지한다. 로랭은 건강 악화로 여러 번 수술을 받고, 1900년에는 요양을 위해 완전히 파리를 떠나 니스에 정착했다. 하지만 건강은 회복되지 않았고, 1906년 파리에서 사망한다.